# Museo Nacional del Tequila
Das Museo Nacional del Tequila, MUNAT (Nationalmuseum des Tequila) befindet sich in der mexikanischen Stadt Tequila und zeigt die Aspekte der Entwicklung des Tequila, eines aus Destillat gewonnenen alkoholischen Getränks.

## Geschichte
Am 29. Januar 2000 wurde das Museum in einem alten Kulturhaus aus dem 19. Jahrhundert eröffnet. Es bestand aus einer Sammlung von 100 Flaschen, Etiketten und Aufklebern, die von Mitgliedern der Tequila-Kammer gespendet wurden. Erst 2002 wurde die Ernennung als Nationalmuseum beantragt. Ab diesem Datum begann der eigentliche Start und größere Spenden. Heute zählt die Sammlung mehr als 500 Flaschen. Laut Museumsaufzeichnungen besuchen es jährlich rund zweitausend Besucher. Das Gebäude verfügt über einen Souvenirraum und ein Kunsthandwerksgeschäft, in dem die Besucher verschiedene Gegenstände aus der Region, typische Süßigkeiten und einige der ausgestellten Marken kaufen können. Seit 2006 gehören die  Anbaugebiete der Blauen Agave und den Orten Tequila, Amatitán und El Arenal mit ihren Destillerien für Tequila zum UNESCO-Welterbe.

## Ausstellungen
Das Museum verfügt über sechs permanente Ausstellungsräume und beherbergt das Historische Archiv der Stadt Tequila. Die Räume zeigen die Sammlung von Tequila-Behältern und Objekten, darunter auch zwei geblasene Glasflaschen des Ingenieurs Hipólito Gutiérrez, die 1996 und 1997 als Guinness-Rekord anerkannt wurden. Auf der zentralen Terrasse befindet sich eine alte Mühle für Agaven, die einen Teil des rustikalen Produktionsprozesses des Tequilas veranschaulicht. In den permanenten Räumen können Besucher die Entwicklung der Produktionssysteme dieses emblematischen Getränks anhand von Fotografien, Karten und einigen Objekten von der vorspanischen Zeit und ihren verschiedenen Variationen bis zur Gegenwart beobachten.
Eine temporäre Ausstellungshalle zeigt zeitgenössische Kunst in Bezug zum Tequila, wie zum Beispiel die Ausstellung „Tequila ist ein Vogel, der in mir fliegt“ des mexikanischen Künstlers Víctor Hugo Pérez und die Ausstellung des chilenischen Kunstmalers Sebastián Pickert. Zur Feier seines 15-jährigen Bestehens fand eine Ausstellung mit Werken von Carlos Torres, Aristeo García, Lucía Maya, Rafael López Castro, Paco de la Peña, Carmen Alarcón, Rafael Sáenz Félix, Javier Malo, Alejandro Brambila, Salvador Andrade, Marina Payares und Pablo Rulfo statt. Im November 2020 zeigte das Museum die Werke internationaler Künstler in der Ausstellung Entre dos mundos (Zwischen zwei Welten) mit Adriana Mangluppi, Alvaro J. Abad, Daniel Garbade, Ana María Fuentes, Beatriz Olabarría, Claudia Groll und Dalia.Berlin.